# Phaeographis inusta
Phaeographis inusta är en lavart som först beskrevs av Erik Acharius, och fick sitt nu gällande namn av Johannes Müller Argoviensis. Phaeographis inusta ingår i släktet Phaeographis och familjen Graphidaceae.   Inga underarter finns listade i Catalogue of Life.